# Alexa Vega
Alexa Ellesse PenaVega, mer känd som Alexa Vega, född 27 augusti 1988 i Miami i Florida, är en amerikansk skådespelare. Hon är känd från filmen Spy Kids från 2001, där hon spelar Carmen Cortez. Hon har två systrar, två halvsystrar och två halvbröder.
Hennes mor heter Gina Rue och hennes styvfar heter Eric James. Hennes systrar heter Makenzie Vega och Krizia Vega och hennes halvsystrar är Greylin James och Margaux Vega. 
Alexa spelar även huvudrollen som Julie i filmen Sleepover – Pyjamaspartyt från 2004.

## Privatliv
Vega gifte sig med filmproducent Sean Covel den 10 oktober 2010 i en ceremoni i dennes hemstad Lead, South Dakota. Hon bar en Ian Stuart-klänning och eskorterades nerför altargången av Robert Rodriguez. I juli 2012 meddelade Vega på Twitter att hon skilt sig från Covel.
I augusti 2013, på en kryssning med vänner, förlovade sig Vegas med skådespelaren och sångaren Carlos Pena, Jr.. Paret gifte sig 2014 i Puerto Vallarta , Mexiko, och bytte efternamn till PenaVega.
Vega är kristen. Hon säger att hennes tro är det viktigaste i hennes liv; hon kan tala spanska flytande, och är en erfaren gymnast. Vega är nära vän med Nikki Reed och var brudtärna på Reeds bröllop 2011 med filmmusikern Paul McDonald.

## Filmografi i urval
- 1994 – Little Giants
- 1996 – Skuggor från det förflutna
- 2001 – Spy Kids
- 2002 – Spy Kids 2 – De förlorade drömmarnas ö
- 2003 – Spy Kids 3-D: Game Over
- 2004 – Sleepover – Pyjamaspartyt
- 2005 – Odd Girl Out
- 2007 – Remember the Daze
- 2008 – Repo! The Genetic Opera
- 2011 – From Prada To Nada
- 2011 – Spy Kids 4
- 2012 – The Devil's Carnival
- 2013 – Machete Kills
- 2014 – Sin City: A Dame to Kill For
- 2015 – Spare Parts
- 2018 – Love at Sea (TV-film)
- 2021 – Taking a Shot at Love (TV-film)
- 2023 – A Paris Proposal (TV-film)